# 김락겸
김락겸(? ~ )은 조선민주주의인민공화국의 군인 겸 정치인이다. 조선인민군 중장으로 전략로켓군 사령관이다. 조선로동당 중앙군사위원회 위원이다.

## 경력
2012년 4월 11일 열린 조선로동당 제4차당대표자회에서  조선로동당 중앙군사위원회 위원으로 선출되었다. 조선민주주의인민공화국 전역의 핵과 미사일 시설을 통제하고 운용하는 전략로켓군 사령관(옛 미사일지도국장)에 임명된 것으로 알려졌다.